# Naujac-sur-Mer
Naujac-sur-Mer est une commune du Sud-Ouest de la France, dans le département de la Gironde, dans la région Nouvelle-Aquitaine.

## Géographie

### Localisation et accès
Commune située dans le Médoc. Elle est baignée à l'ouest par l'océan Atlantique, mais le bourg est à 10 km du littoral (plage du Pin Sec).

### Communes limitrophes
Les communes limitrophes sont Vendays-Montalivet, Hourtin, Gaillan-en-Médoc et Lesparre-Médoc.
|                  | Vendays-Montalivet | Gaillan-en-Médoc |
| Océan Atlantique | Naujac-sur-Mer     | Lesparre-Médoc   |
|                  | Hourtin            |                  |

### Environnement
Depuis 2009, une partie des dunes et des marais d'Hourtin ainsi que de Naujac-sur-Mer est classée réserve naturelle nationale.

### Climat
Pour des articles plus généraux, voir Climat de la Nouvelle-Aquitaine et Climat de la Gironde.
Historiquement, la commune est exposée à un climat océanique aquitain.  
En 2020, Météo-France publie une typologie des climats de la France métropolitaine dans laquelle la commune est exposée à un climat océanique et est dans la région climatique  Littoral charentais et aquitain, caractérisée par une pluviométrie élevée en automne et en hiver, un bon ensoleillement, des hiver doux (6,5 °C), soumis à la brise de mer.
Pour la période 1971-2000, la température annuelle moyenne est de 13 °C, avec une amplitude thermique annuelle de 13,4 °C. Le cumul annuel moyen de précipitations est de 935 mm, avec 12,6 jours de précipitations en janvier et 6,8 jours en juillet. Pour la période 1991-2020, la température moyenne annuelle observée sur la station météorologique la plus proche, située sur la commune de Lesparre-Médoc à 9 km à vol d'oiseau, est de 13,3 °C et le cumul annuel moyen de précipitations est de 872,2 mm,. Pour l'avenir, les paramètres climatiques de la commune estimés pour 2050 selon différents scénarios d’émission de gaz à effet de serre sont consultables sur un site dédié publié par Météo-France en novembre 2022.

## Urbanisme

### Typologie
Au 1er janvier 2024, Naujac-sur-Mer est catégorisée commune rurale à habitat dispersé, selon la nouvelle grille communale de densité à sept niveaux définie par l'Insee en 2022.
Elle est située hors unité urbaine. Par ailleurs la commune fait partie de l'aire d'attraction de Lesparre-Médoc, dont elle est une commune de la couronne,. Cette aire, qui regroupe 12 communes, est catégorisée dans les aires de moins de 50 000 habitants,.
La commune, bordée par l'océan Atlantique, est également une commune littorale au sens de la loi du 3 janvier 1986, dite loi littoral. Des dispositions spécifiques d’urbanisme s’y appliquent dès lors afin de préserver les espaces naturels, les sites, les paysages et l’équilibre écologique du littoral, tel le principe d'inconstructibilité, en dehors des espaces urbanisés, sur la bande littorale des 100 mètres, ou plus si le plan local d’urbanisme le prévoit.

### Occupation des sols

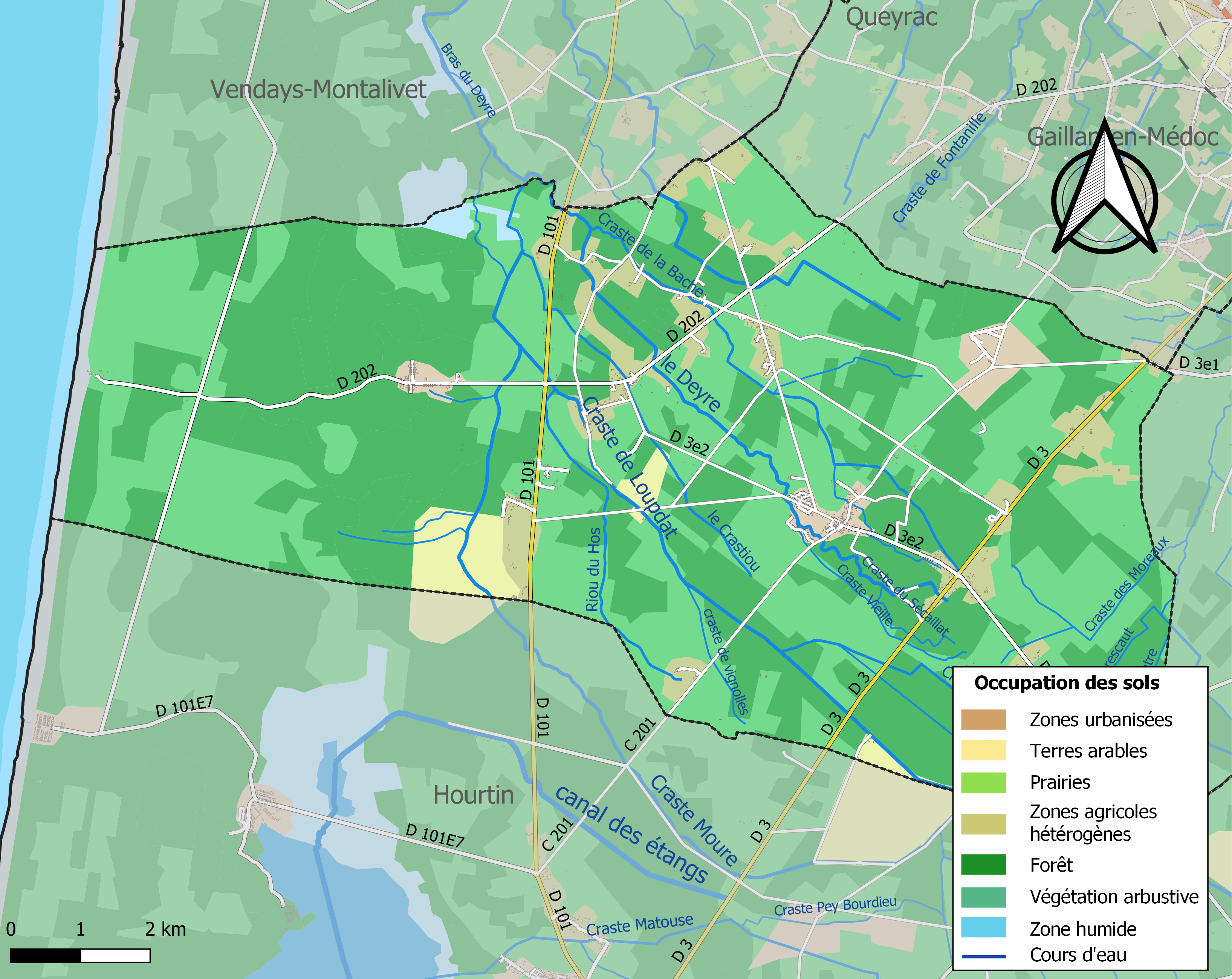
Carte des infrastructures et de l'occupation des sols de la commune en 2018 (CLC).

L'occupation des sols de la commune, telle qu'elle ressort de la base de données européenne d’occupation biophysique des sols Corine Land Cover (CLC), est marquée par l'importance des forêts et milieux semi-naturels (89 % en 2018), une proportion sensiblement équivalente à celle de 1990 (89,4 %). La répartition détaillée en 2018 est la suivante : 
forêts (45,4 %), milieux à végétation arbustive et/ou herbacée (42,8 %), zones agricoles hétérogènes (6,3 %), terres arables (2,3 %), zones urbanisées (1 %), mines, décharges et chantiers (0,9 %), espaces ouverts, sans ou avec peu de végétation (0,8 %), zones humides intérieures (0,4 %), zones humides côtières (0,1 %). L'évolution de l’occupation des sols de la commune et de ses infrastructures peut être observée sur les différentes représentations cartographiques du territoire : la carte de Cassini (XVIIIe siècle), la carte d'état-major (1820-1866) et les cartes ou photos aériennes de l'IGN pour la période actuelle (1950 à aujourd'hui).

### Risques majeurs
Le territoire de la commune de Naujac-sur-Mer est vulnérable à différents aléas naturels : météorologiques (tempête, orage, neige, grand froid, canicule ou sécheresse), inondations, feux de forêts, mouvements de terrains et séisme (sismicité très faible). Un site publié par le BRGM permet d'évaluer simplement et rapidement les risques d'un bien localisé soit par son adresse soit par le numéro de sa parcelle.
Certaines parties du territoire communal sont susceptibles d’être affectées par le risque d’inondation par submersion marine. La commune a été reconnue en état de catastrophe naturelle au titre des dommages causés par les inondations et coulées de boue survenues en 1982, 1983, 1993, 1999 et 2009,.
Naujac-sur-Mer est exposée au risque de feu de forêt. Depuis le 20 avril 2016, les départements de la Gironde, des Landes et de Lot-et-Garonne disposent d’un règlement interdépartemental de protection de la forêt contre les incendies. Ce règlement vise à mieux prévenir les incendies de forêt, à faciliter les interventions des services et à limiter les conséquences, que ce soit par le débroussaillement, la limitation de l’apport du feu ou la réglementation des activités en forêt. Il définit en particulier cinq niveaux de vigilance croissants auxquels sont associés différentes mesures. Sur le plan de l'aménagement du territoire la commune dispose d'un plan de prévention des risques incendies feux de forêts (PPRIF).
Les mouvements de terrains susceptibles de se produire sur la commune sont des avancées dunaires. La migration dunaire est le mouvement des dunes, vers l’intérieur des terres. Les actions conjuguées de la mer et du vent ont pour effet de déplacer les sables et donc de modifier la morphologie du littoral.

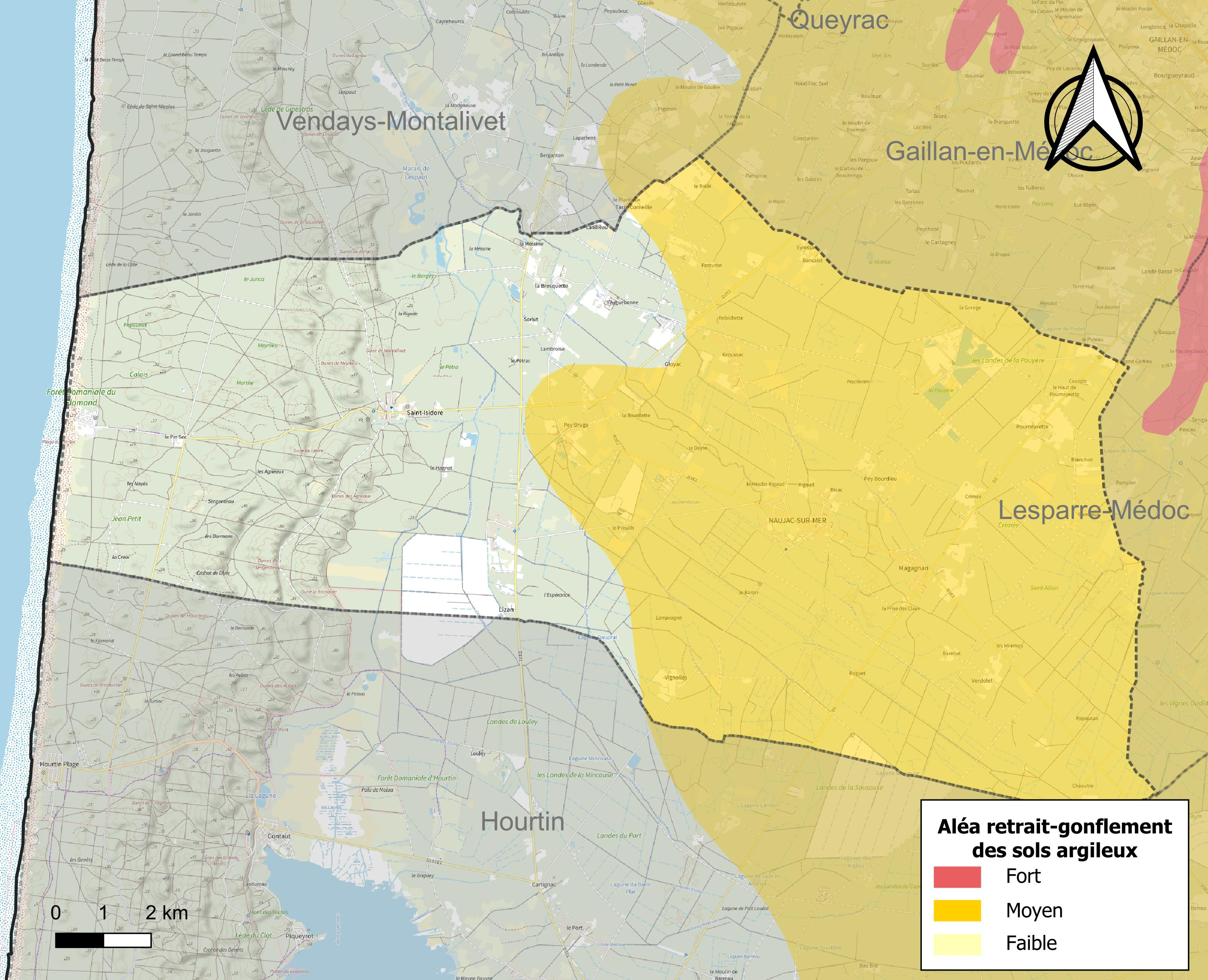
Carte des zones d'aléa retrait-gonflement des sols argileux de Naujac-sur-Mer.

Le retrait-gonflement des sols argileux est susceptible d'engendrer des dommages importants aux bâtiments en cas d’alternance de périodes de sécheresse et de pluie. 57,4 % de la superficie communale est en aléa moyen ou fort (67,4 % au niveau départemental et 48,5 % au niveau national). Sur les 655 bâtiments dénombrés sur la commune en 2019,  469 sont en aléa moyen ou fort, soit 72 %, à comparer aux 84 % au niveau départemental et 54 % au niveau national. Une cartographie de l'exposition du territoire national au retrait gonflement des sols argileux est disponible sur le site du BRGM,.
Par ailleurs, afin de mieux appréhender le risque d’affaissement de terrain, l'inventaire national des cavités souterraines permet de localiser celles situées sur la commune.
Concernant les mouvements de terrains, la commune a été reconnue en état de catastrophe naturelle au titre des dommages causés par des mouvements de terrain en 1999.

## Toponymie
Naujac-sur-Mer étant en Médoc, la plupart des lieux-dits anciens y sont explicables par le gascon, par exemple la Bache, le Hagnot, le Junca, le Pausadey...

## Politique et administration
| Période                                  | Période    | Identité             | Étiquette | Qualité                                |
| ---------------------------------------- | ---------- | -------------------- | --------- | -------------------------------------- |
| 1945                                     | 1965       | Pierre Charron       |           |                                        |
| 1965                                     | 1995       | Jean-Louis Hosteing  |           |                                        |
| 1995                                     | 2008       | Bernard Amouroux     |           |                                        |
| 2008                                     | 25/05/2020 | Jean Bernard Dufourd | UMP-LR    | Retraité Fonction publique             |
| 25/05/2020                               | En cours   | Yves Barreau         |           | Officier de la gendarmerie en retraite |
| Les données manquantes sont à compléter. |            |                      |           |                                        |

## Démographie

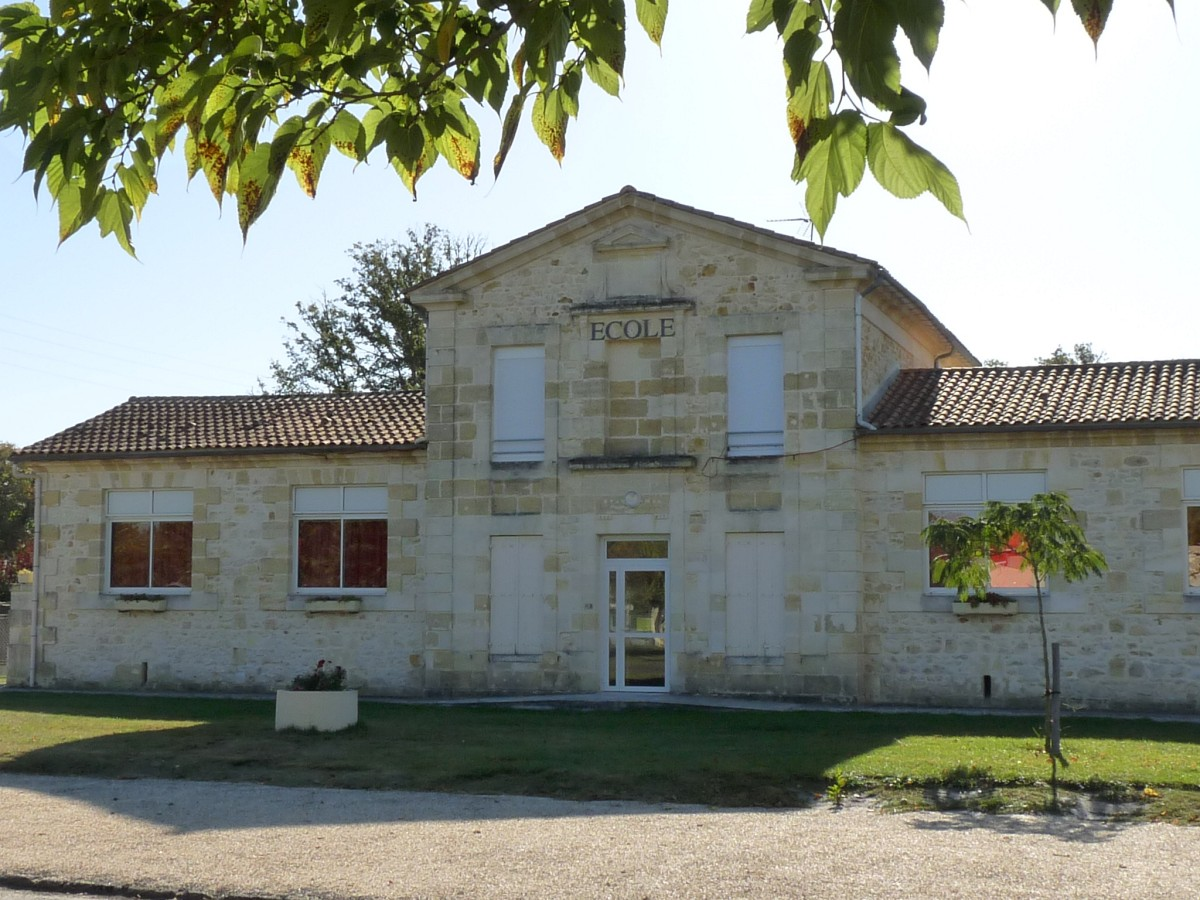
L'école communale, au bourg

| 1866 | 1872 | 1876 | 1881 | 1886 | 1891 | 1896 | 1901 | 1906 |
| ---- | ---- | ---- | ---- | ---- | ---- | ---- | ---- | ---- |
| 980  | 936  | 886  | 858  | 914  | 951  | 916  | 914  | 941  |

| 1911  | 1921 | 1926 | 1931 | 1936 | 1946 | 1954 | 1962 | 1968 |
| ----- | ---- | ---- | ---- | ---- | ---- | ---- | ---- | ---- |
| 1 058 | 797  | 811  | 756  | 672  | 636  | 707  | 780  | 715  |

| 1975 | 1982 | 1990 | 1999 | 2005 | 2006 | 2010 | 2015  | 2020  |
| ---- | ---- | ---- | ---- | ---- | ---- | ---- | ----- | ----- |
| 641  | 600  | 650  | 631  | 727  | 725  | 844  | 1 061 | 1 080 |

| 2022  | - | - | - | - | - | - | - | - |
| ----- | - | - | - | - | - | - | - | - |
| 1 102 | - | - | - | - | - | - | - | - |

## Économie
SMICOTOM : Le SMICOTOM, Syndicat Mixte de Collecte et de Traitement des Ordures Ménagères.

## Lieux et monuments

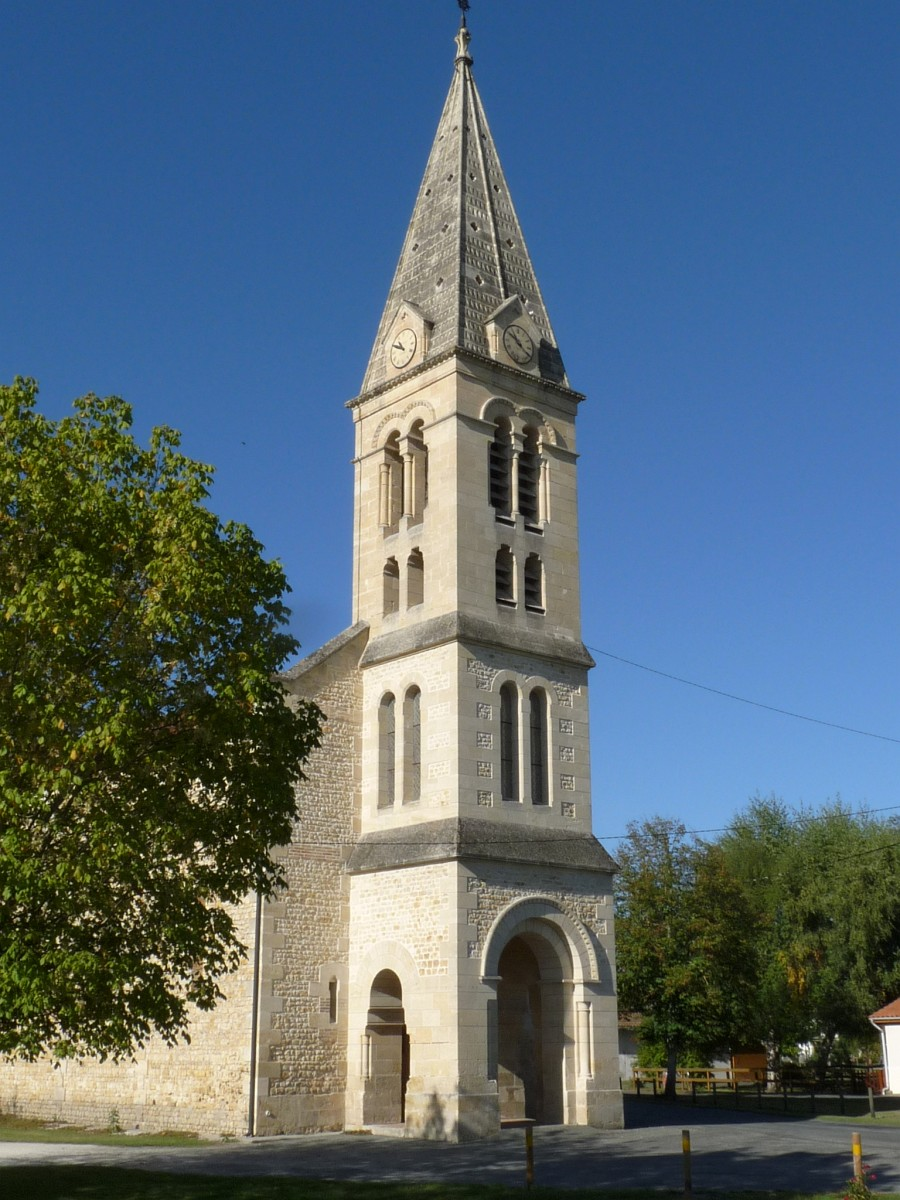
L'église et son clocher

- Église paroissiale Sainte-Philomène de Naujac-sur-Mer, de style néoroman, avec son clocher-porche.
- Construite en 1863, la scierie le Flamand est aujourd'hui une friche industrielle[33].
- Position AR 07 du Mur de l'Atlantique (AtlantikWall), plage du Pin-Sec